# Mindenszentek-templom (Katona)
A katonai Mindenszentek-templom műemlékké nyilvánított épület Romániában, Kolozs megyében. A romániai műemlékek jegyzékében a CJ-II-m-B-07552 sorszámon szerepel.

## Története
A gróf Haller család támogatásával épült fel 1802–1806 között. 1995-től a kolozsi plébánia látja el.